# Thegn

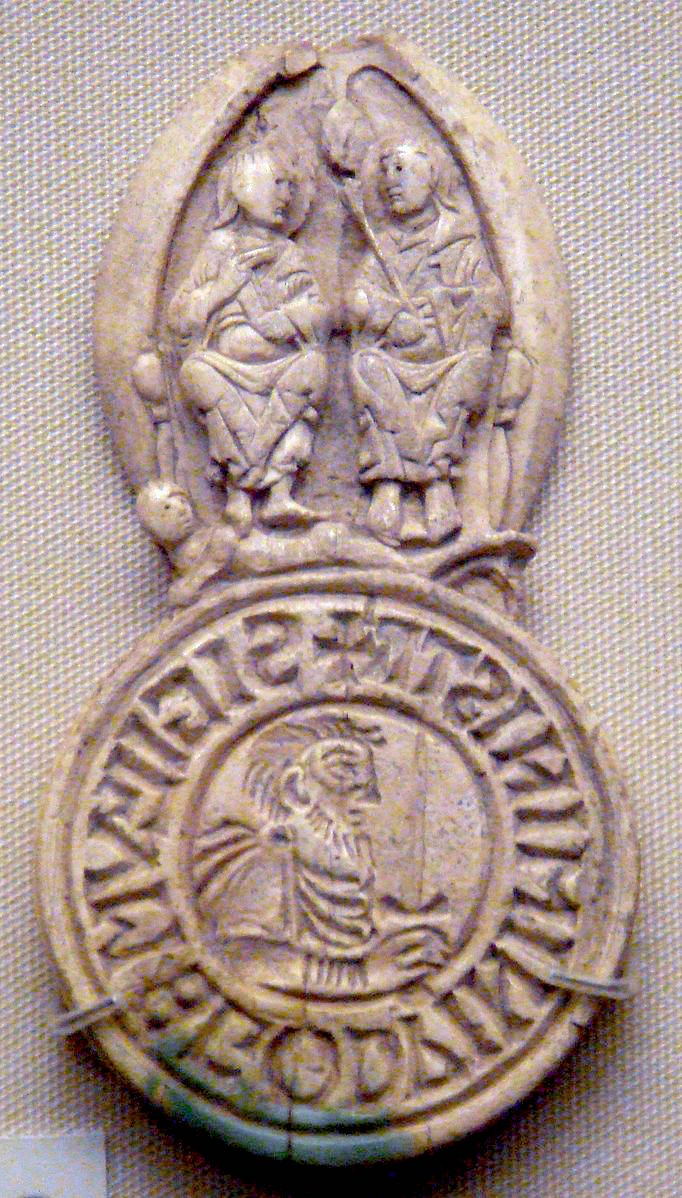
Le sceau du thegn Godwin (début du XIe siècle).

Le thegn est dans la société anglo-saxonne un membre de l'aristocratie.
Le terme vieil-anglais thegn signifie « serviteur » et désignait les membres de la suite d'un haut personnage. C'est l'équivalent du leude dans les royaumes francs. Ce terme met davantage l'accent sur la relation personnelle que sur une catégorie sociale, cette dernière étant déterminée par le rang de la personne servie. Ainsi, les thegns du roi peuvent être des personnages importants.
Après la conquête normande de l'Angleterre, les thegns du roi sont assimilés aux barons et les autres aux chevaliers. Ce terme se retrouve en anglais moderne naissant sous la forme thane, par exemple dans le Macbeth de William Shakespeare.

## Statut
À la fin de la période anglo-saxonne, un thegn est avant tout un propriétaire foncier, dont les domaines peuvent aussi bien relever du bookland (concédé par charte ou hérité) que du folcland (hérité suivant le droit coutumier). Ces domaines peuvent être concentrés dans un seul comté ou éparpillés dans plusieurs. Sur ses terres, le thegn joue le rôle de seigneur vis-à-vis de la population, mais il possède également des obligations militaires et administratives vis-à-vis de son propre supérieur, qu'il s'agisse du roi ou d'un ealdorman.
L'ancrage local des thegns fait d'eux un maillon crucial de la chaîne du pouvoir en permettant l'application de l'autorité royale à un degré local. Au sein de cette classe, certains thegns se distinguent en occupant des positions spécifiques à la cour royale, avec des titres comme discthegn (« sénéchal »), hræglthegn ou burthegn (« chambellan ») ou byrele (« échanson »). Ils ont également la possibilité d'être nommés reeve ou ealdorman. Leur fidélité au roi n'est pas un acquis et peut changer en fonction de la situation politique et de leurs intérêts propres.

## Évolution
Le rang de thegn apparaît avant le terme qui sert à le désigner. Les codes de lois émis dans les royaumes du Kent et du Wessex à la fin du VIIe siècle distinguent une classe sociale intermédiaire, appelée eorlcundman au Kent, dont le wergild est d'une valeur trois (au Kent) à six (au Wessex) fois supérieure à celle d'un simple homme libre (ceorl). Leur rôle commence à être mieux attesté à partir de l'époque d'Alfred le Grand, dans la législation des rois du Wessex puis d'Angleterre.